# Padang Kerambil
Padang Kerambil is een bestuurslaag in het regentschap Payakumbuh van de provincie West-Sumatra, Indonesië. Padang Kerambil telt 1220 inwoners (volkstelling 2010).